# Det gyllene huset
Det gyllene huset ("The Golden House") är en roman av Salman Rushdie utgiven 2017.
Den är en samtidsroman om USA som handlar om den från Bombay inflyttade familjen Golden. Romanen fick ett blandat kritikermottagande. I en recension för The Guardian skrev Aminatta Forna: "Rushdie sätter fingret på den nationella identitetskrisen i denna roman om ras, återuppfinning och de olika bubblorna av amerikanskt liv" och jämförde den med Den store Gatsby och Fåfängans fyrverkeri. När den utkom på svenska beskrev Mikael Timm i Sveriges Radio den som "en skruvad berättelse från Trumps USA", där handlingen är "ett lätt bisarrt upplägg av en berättelse om en bisarr tid... Knappast ett mästerverk – men den är nog rätt roman för en tid som definitivt inte är den bästa av tänkbara världar." Johan Werkmäster i Göteborgs-Posten tyckte att "Som alltid är Rushdie en skicklig berättare. Och tidsramen – från Obama till Trump – är välfunnen. Men historien om familjen Golden kunde både ha varit djupare och haft en tydligare eftersmak." Ingrid Elam i Ystads Allehanda beskrev den som en "Svindlande tragisk fars" och berömde även översättaren Peter Kihlgårds förmedling av Rushdies språk.